# Vincent (lied)
Vincent is een liedje van de Amerikaanse zanger Don McLean. Het staat op zijn album American Pie, dat op 24 oktober 1971 werd uitgebracht. Het werd in 1972 een nummer één-hit in het Verenigd Koninkrijk en werd vele malen gecoverd door andere artiesten. Castles in the air stond op de B-kant van de single.
Het lied is een ode aan de Nederlandse schilder Vincent van Gogh. Het idee voor het lied ontstond toen McLean in de herfst van 1970 een biografie over Van Gogh las. Tijdens het lezen kwam hij tot de conclusie, dat Van Gogh niet gek was, maar ziek moet zijn geweest. McLean besloot dat hij een lied over de kunstschilder moest schrijven en had op dat moment een afbeelding voor zich liggen van De sterrennacht. De titel van dit doek keert terug in de intro van het lied Vincent, als Starry, starry night.

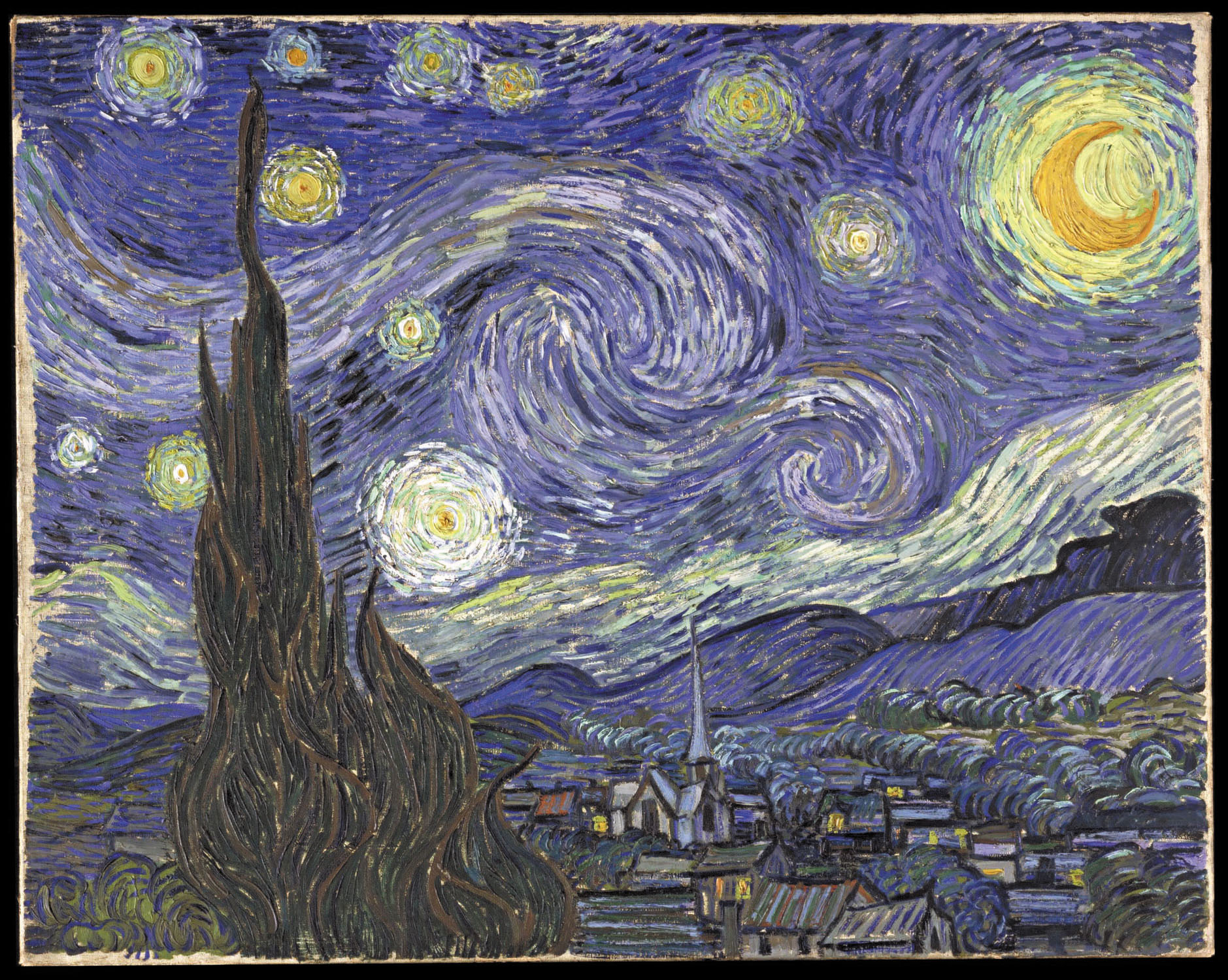
De sterrennacht, Van Gogh, 1889

## Hitnoteringen

### Nederlandse Top 40
| Hitnotering: 06-05-1972 t/m 22-07-1972 | Hitnotering: 06-05-1972 t/m 22-07-1972 | Hitnotering: 06-05-1972 t/m 22-07-1972 | Hitnotering: 06-05-1972 t/m 22-07-1972 | Hitnotering: 06-05-1972 t/m 22-07-1972 | Hitnotering: 06-05-1972 t/m 22-07-1972 | Hitnotering: 06-05-1972 t/m 22-07-1972 | Hitnotering: 06-05-1972 t/m 22-07-1972 | Hitnotering: 06-05-1972 t/m 22-07-1972 | Hitnotering: 06-05-1972 t/m 22-07-1972 | Hitnotering: 06-05-1972 t/m 22-07-1972 | Hitnotering: 06-05-1972 t/m 22-07-1972 | Hitnotering: 06-05-1972 t/m 22-07-1972 | Hitnotering: 06-05-1972 t/m 22-07-1972 |
| Week:                                  | 1                                      | 2                                      | 3                                      | 4                                      | 5                                      | 6                                      | 7                                      | 8                                      | 9                                      | 10                                     | 11                                     | 12                                     |                                        |
| -------------------------------------- | -------------------------------------- | -------------------------------------- | -------------------------------------- | -------------------------------------- | -------------------------------------- | -------------------------------------- | -------------------------------------- | -------------------------------------- | -------------------------------------- | -------------------------------------- | -------------------------------------- | -------------------------------------- | -------------------------------------- |
| Positie:                               | 34                                     | 30                                     | 22                                     | 17                                     | 17                                     | 20                                     | 24                                     | 20                                     | 18                                     | 19                                     | 23                                     | 37                                     | uit                                    |

### NederlandseDaverende Dertig
| Hitnotering: 20-05-1972 t/m 15-07-1972 | Hitnotering: 20-05-1972 t/m 15-07-1972 | Hitnotering: 20-05-1972 t/m 15-07-1972 | Hitnotering: 20-05-1972 t/m 15-07-1972 | Hitnotering: 20-05-1972 t/m 15-07-1972 | Hitnotering: 20-05-1972 t/m 15-07-1972 | Hitnotering: 20-05-1972 t/m 15-07-1972 | Hitnotering: 20-05-1972 t/m 15-07-1972 | Hitnotering: 20-05-1972 t/m 15-07-1972 | Hitnotering: 20-05-1972 t/m 15-07-1972 | Hitnotering: 20-05-1972 t/m 15-07-1972 |
| Week:                                  | 1                                      | 2                                      | 3                                      | 4                                      | 5                                      | 6                                      | 7                                      | 8                                      | 9                                      |                                        |
| -------------------------------------- | -------------------------------------- | -------------------------------------- | -------------------------------------- | -------------------------------------- | -------------------------------------- | -------------------------------------- | -------------------------------------- | -------------------------------------- | -------------------------------------- | -------------------------------------- |
| Positie:                               | 27                                     | 21                                     | 16                                     | 21                                     | 19                                     | 22                                     | 17                                     | 20                                     | 24                                     | uit                                    |

### VlaamseRadio 2 Top 30
| Hitnotering: 12-08-1972 | Hitnotering: 12-08-1972 | Hitnotering: 12-08-1972 |
| Week:                   | 1                       |                         |
| ----------------------- | ----------------------- | ----------------------- |
| Positie:                | 23                      | uit                     |

### Evergreen Top 1000
| Evergreen Top 1000 "Vincent" | Evergreen Top 1000 "Vincent" | Evergreen Top 1000 "Vincent" | Evergreen Top 1000 "Vincent" | Evergreen Top 1000 "Vincent" | Evergreen Top 1000 "Vincent" | Evergreen Top 1000 "Vincent" | Evergreen Top 1000 "Vincent" | Evergreen Top 1000 "Vincent" | Evergreen Top 1000 "Vincent" | Evergreen Top 1000 "Vincent" | Evergreen Top 1000 "Vincent" | Evergreen Top 1000 "Vincent" | Evergreen Top 1000 "Vincent" | Evergreen Top 1000 "Vincent" | Evergreen Top 1000 "Vincent" | Evergreen Top 1000 "Vincent" |
| Jaar                         | 2008                         | 2009                         | 2010                         | 2011                         | 2012                         | 2013                         | 2014                         | 2015                         | 2016                         | 2017                         | 2018                         | 2019                         | 2020                         | 2021                         | 2022                         | 2023                         |
| ---------------------------- | ---------------------------- | ---------------------------- | ---------------------------- | ---------------------------- | ---------------------------- | ---------------------------- | ---------------------------- | ---------------------------- | ---------------------------- | ---------------------------- | ---------------------------- | ---------------------------- | ---------------------------- | ---------------------------- | ---------------------------- | ---------------------------- |
| Positie                      | 240                          | 270                          | 268                          | 268                          | 249                          | 159                          | 212                          | 127                          | 142                          | 143                          | 118                          | 87                           | 78                           | 60                           | 86                           | 122                          |

### NPO Radio 2 Top 2000
| Nummer met noteringen in de NPO Radio 2 Top 2000 | '99 | '00 | '01 | '02 | '03 | '04 | '05 | '06 | '07 | '08 | '09 | '10 | '11 | '12 | '13 | '14 | '15 | '16 | '17 | '18 | '19 | '20 | '21 | '22 | '23 | '24 |
| ------------------------------------------------ | --- | --- | --- | --- | --- | --- | --- | --- | --- | --- | --- | --- | --- | --- | --- | --- | --- | --- | --- | --- | --- | --- | --- | --- | --- | --- |
| Vincent                                          | 219 | 202 | 225 | 273 | 241 | 162 | 304 | 266 | 285 | 240 | 395 | 297 | 350 | 502 | 512 | 435 | 538 | 611 | 585 | 414 | 202 | 237 | 261 | 294 | 308 | 301 |

1. ↑  Een vetgedrukt getal geeft de hoogste notering aan.